# Озеро Мінім

Озеро Мінім (фр. Lac des Minimes) — одне з трьох штучних озер Венсенського лісу .

## Короткий опис
Площа дзеркала озера складає ~ 0,06 км ². Знаходиться в північно-східній частині Венсенського лісу. На озері є три острови (Порт Жон, Північний і Південний). Як і три інших озера парку (Сен-Манде , Гравель і Доменіль) Мінім є частиною гідросистеми Венсенського лісу, яка забезпечує підживлення озер водами Сени. Озеро було викопане в 1857 році, під час перетворення Венсенського лісу в парк, під керівництвом інженера Жана-Шарля Альфана. Свою назву озеро отримало від розташованого неподалік колишнього монастиря ордена Мінімів.